# Он был не один
«Он был не один» — советский односерийный художественный фильм о Великой Отечественной войне, снятый в 1969 году режиссёром Загидом Сабитовым.

## Сюжет
Действие фильма происходит в последние месяцы Великой Отечественной войны, на севере Скандинавии, где немецкие войска ещё стараются удержаться свой последний рубеж. Именно сюда в связи с обстоятельствами попадает узбек Акбар Ибрагимов, лётчик-штурман. Его самолёт был сбит в воздушном бою. Ибрагимов вступает в ряды участников Сопротивления. Вскоре ему удаётся выдать себя за немецкого офицера, пробраться на немецкую подводную лодку и позже докладывать через радиоаппаратуру о секретных базах противника…

## В ролях
- Шухрат Иргашев — Акбар Ибрагимов, лётчик-штурман, он же капитан Фернандо Хименес
- Рудольф Аллаберт — Отто Штюрмер, матрос
- Георгий Шевцов — фон Шернер, капитан подводной лодки
- Михаил Погоржельский — русский рыбак
- Клён Протасов — русский рыбак
- Олев Эскола — «Адмирал»
- Маири Раус — Генинг
- Олег Глинка — капитан немецкой подводной лодки
- Янис Грантиньш
- Володя Прохоров
- Владислав Стржельчик — капитан рыболовецкой шхуны, русский
- Эве Киви — подруга Фернандо Хименеса
- Велта Лине — вдова капитана, на квартире которой остановился Ибрагимов
- Казимир Шишкин — эпизод

## Съёмочная группа
- Авторы сценария:
  - Игорь Луковский
  - Загид Сабитов
- Режиссёр: Загид Сабитов
- Оператор: Леонид Травицкий
- Художник: Валентин Синиченко
- Композитор: Альберт Малахов

## Технические данные
- Производство: Узбекфильм
- Художественный фильм, односерийный, телевизионный, чёрно-белый